# Tyran grosse-tête
Myiarchus stolidus
Ne doit pas être confondu avec Tyran à grosse tête.
Espèce
Synonymes
- Myiobius stolidus

Statut de conservation UICN

 LC  : Préoccupation mineure
Le Tyran grosse-tête (Myiarchus stolidus) ou Tyran gros-tête, est une espèce de passereau placée dans la famille des Tyrannidae.

## Répartition
Cet oiseau est endémique de Jamaïque et d'Hispaniola (République dominicaine et Haïti). 

## Habitat
Il vit dans les forêts subtropicales ou tropicales sèches, les forêts subtropicales ou tropicales humides de basse altitude, dans les forêts de mangrove et dans les zones boisées fortement dégradées.

## Sous-espèces
Cet oiseau est représenté par deux sous-espèces :
- Myiarchus stolidus dominicensis (H. Bryant, 1867) présent à Hispaniola, à La Gonâve, sur l'île de la Tortue, sur l'île Beata et Grand Cayemite ;
- Myiarchus stolidus stolidus (Gosse, 1847) présent en Jamaïque.